# Spheniscus
Spheniscus är ett släkte med pingviner som omfattar fyra arter. Släktet kallas ibland för glasögonpingviner. Tidigare har alla dess fyra arter behandlats som en art. De har kort stjärt, och såväl över- som undernäbben är fårad vid roten. De förekommer vid kustområden utmed sydvästra Afrika och södra Sydamerikas fastland, och på Falklandsöarna, Sydgeorgien och Galápagosöarna. De lägger sina ägg och föder upp sina ungar i en urgröpning i marken eller i klippskrevor.
Arter inom släktet:
- Sydafrikansk pingvin (Spheniscus demersus)
- Humboldtpingvin (Spheniscus humboldtii)
- Galápagospingvin (Spheniscus mendiculus)
- Magellanpingvin (Spheniscus magellanicus)